# Penichrotes nudata
Penichrotes nudata är en insektsart som beskrevs av Karsch 1889. Penichrotes nudata ingår i släktet Penichrotes och familjen Euschmidtiidae. Inga underarter finns listade i Catalogue of Life.